# Greeba Castle

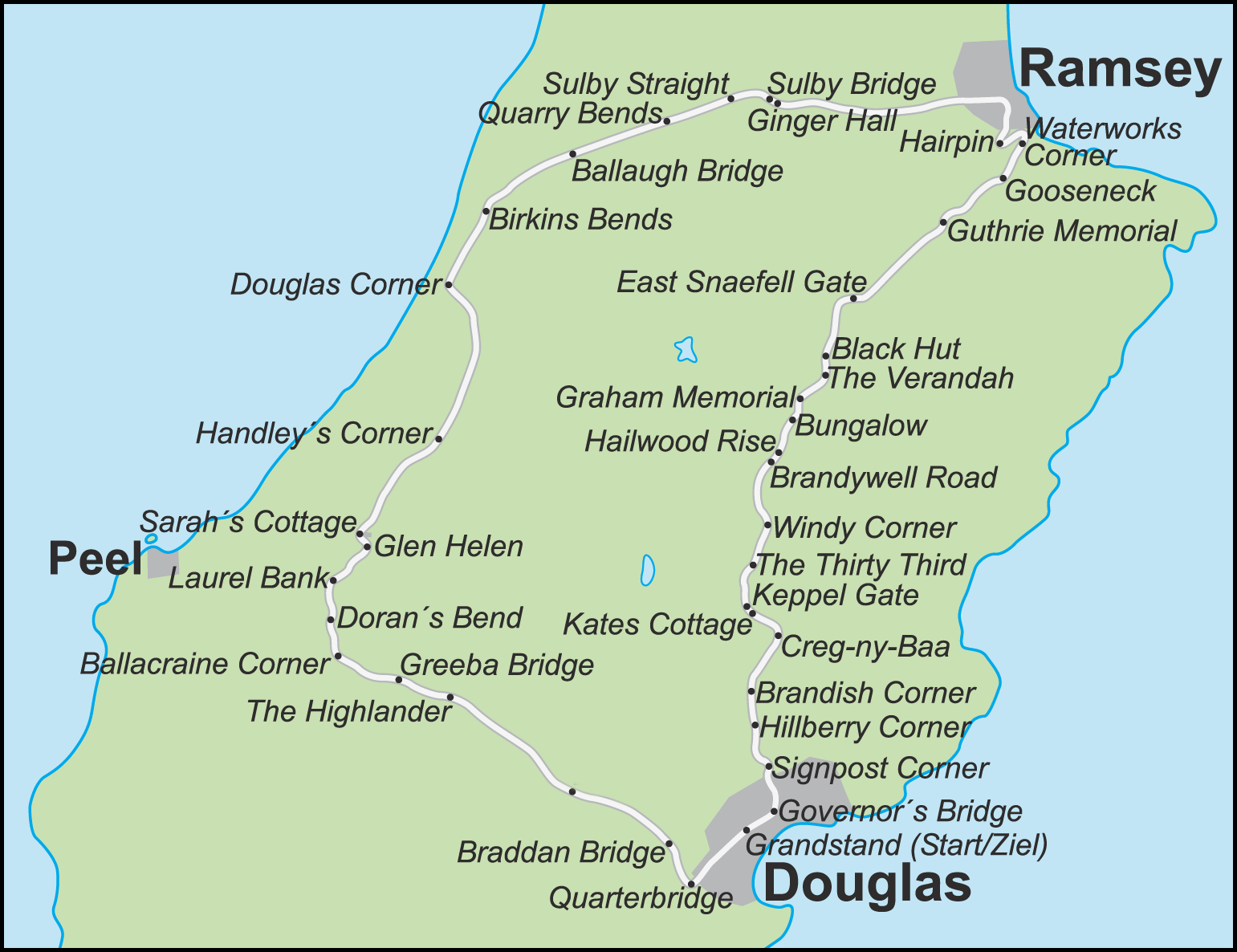
Greeba Castle ligt tussen de vijfde en de zesde mijlpaal van de Mountain Course aan de zuidkant in de buurt van The Highlander

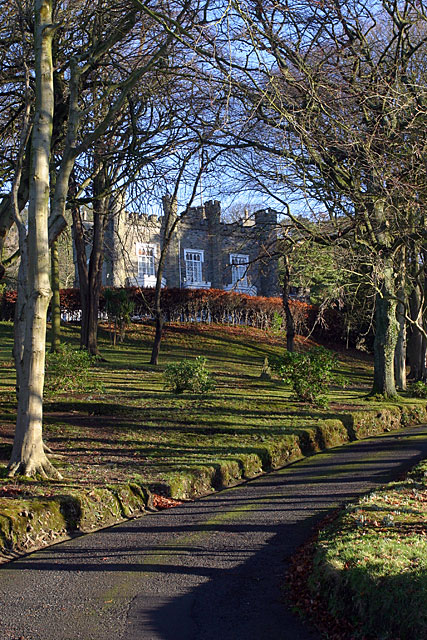
Greeba Castle

Greeba Castle (Scandinavisch: Gnipa, "een heuveltop") is een markant punt op het eiland Man. 
Greeba Castle ligt langs de A1 Douglas – Peel in de parochie German. Greeba Castle ligt in de vallei tussen Douglas en Peel in een gebied dat overheerst wordt door landbouwgrond, de bergtoppen van Greeba Mountain, Cronk Breck, Cronk-ny-Moghlane en Slieau Ruy. De rivier Dhoo en voormalige spoorlijn Douglas-Peel liggen in de buurt van Greeba Castle. 

## Greeba Towers en Greeba Castle
Aan de voet van Greeba Mountain en de Greeba- of Kings Plantation staan twee Victoriaanse residenties die in 1849 gebouwd werden. Deze gebouwen, Greeba Towers en Greeba Castle, werden ontworpen door John Robinson uit Douglas, een autodidactisch architect die veel huizen en gebouwen in Douglas ontwierp. De schrijver Hall Caine kwam in 1894 naar het eiland Man en huurde Greeba Castle gedurende zes maanden voordat hij naar Peel verhuisde. In 1896 kocht Caine het huis en restaureerde het. Hij woonde er vervolgens tot aan zijn dood in 1931. 

## Races
Greeba Castle ligt langs de Snaefell Mountain Course, het circuit dat gebruikt wordt voor de Isle of Man TT en de Manx Grand Prix.
Het vormt een van de markante punten langs dit circuit en ligt tussen de 5e en de 6e mijlpaal. Greeba Castle maakte ook deel uit van de Highroads Course en de Four Inch Course, die gebruikt werden voor de Gordon Bennett Trial en de RAC Tourist Trophy van 1904 tot 1922.

### Greeba Verandah en Pear Tree Cottage
Na het snelle rechte stuk bij The Highlander komen de coureurs bij het laatste rechte deel voor de S-bocht bij Greeba Castle. Dit heette vroeger "Greeba Verandah" en was een populaire plaats voor het publiek. Tegenwoordig is het voor het publiek afgesloten en kunnen alleen TT marshals het bereiken. Bij Greeba Castle ligt een S-bocht die begint bij een klein wit huisje, Pear Tree Cottage. Door de muren en de lichte helling zijn beide bochten "blind". De coureurs moeten zichzelf dwingen om nadat ze hebben teruggeschakeld toch gas te blijven geven in de bochten, ondanks het feit dat ze niets kunnen zien. In de jaren twintig haalde Tommy Spann hier tijdens een natte race Alec Bennett bijna in, maar hij besefte dat het onmogelijk was dat hij de man die meer TT-overwinningen had behaald dan wie ook, kon inhalen. Hij draaide het gas dicht en zag vervolgens een aantal gevallen coureurs en motorfietsen op de weg liggen.

### 6th Milestone
Net voorbij de tweede bocht ligt aan de rechterkant de ingang van de laan die naar Greeba Castle klimt. Enige meters verder staat de 6e mijlpaal van het circuit. 

### Wegverbetering
Kort voor de Isle of Man TT van 1912 werd gemeld dat de weg verbreed was "Just before Mr. Caine's residence". Daardoor kon men de bocht hier sneller nemen. In 1931 werd de hele S-bocht gereconstrueerd. De verkanting werd veranderd en het asfalt kwam in de buitenbochten hoger te liggen. Enkele jaren later zei Graham Walker dat hij er in de derde versnelling niet onder 150 km/h hoefde te komen. Door de hoge verkanting in de tweede bocht staan marshals hier op een verhoogd platform achter de stenen omheining. In 1964 kwam er nieuw, machinaal aangelegd asfalt, maar de coureurs vonden het niet veiliger. De snelheden werden er hoger door en bovendien was de weg na de S-bocht (voor de poort naar Greeba Castle) iets smaller doordat het trottoir verbreed was. Bovendien moest men accelereren langs de onbeschermde muur aan de buitenkant van het circuit. Zelfs marshals, die als inwoner van het eiland Man de weg het beste kenden, vonden het asfalt gevaarlijk omdat het vooral bij nat weer gladder was dan eerst. Sindsdien presenteert de Isle of Man Highway Board testresultaten van nieuw asfalt aan de Manx Motor Cycle Club, maar die hoeven alleen te voldoen aan de eisen van het normale verkeer. In 1961 werden de deelnemers van de Manx Grand Prix gewaarschuwd dat het nieuwe asfalt tussen Bray Hill en Crosby uiteindelijk bij de nadering van Braddan Bridge en Union Mills en op Ballahutchin Hill een 15 km hogere snelheid kon opleveren. Tegenwoordig moeten de coureurs nog steeds rekening houden met de toestand van het asfalt, maar ook met ongelijkmatigheden die intussen weer optreden. Vooral de zijspanrijders hebben moeite met glijdende en springende combinaties en in 1986 verloor Mick Boddice hier zijn bakkenist Charlie Birks, die zijn dijbeen brak.

## Gebeurtenissen bij Greeba Castle
- Op 7 juni 1976 verongelukte Walter Wörner tijdens de Sidecar TT.
- Op 30 mei 1989 verongelukte Marco Fattorelli tijdens de training met een 750cc Yamaha.
- Op 16 augustus 1997 verongelukte Danny Shimmin tijdens de training met een 350cc Aermacchi.
- Op 31 mei 2000 verongelukte Raymond Hanna tijdens de training met een 250cc Yamaha.
- Op 6 juni 2017 verongelukte Davey Lambert tijdens de Superbike TT met een Kawasaki ZX-10R

### Trivia
- Bill Ivy moest zich in de jaren zestig bij de rechter verantwoorden over schade die hij had aangebracht aan de buitenste muur van de S-bocht. Die had hij dan ook veroorzaakt met zijn eigen auto tijdens een ritje met Mike Hailwood en twee jongedames. Het kostte hem een boete van 12 pond en een behoorlijk schadebedrag voor de auto.

(Markante punten in cursief zijn onofficiële punten of worden alleen gebruikt binnen Marshal Sectors)
1e mijl:
TT Grandstand ·
Nobles Park ·
St Ninian's Crossroads ·
Bray Hill ·
Ago's Leap ·
Quarterbridge Road ·
1st Milestone ·
2e mijl:
Wal Handley Memorial Seat ·
Quarterbridge ·
Port-y-Chee Meadow ·
Braddan Bridge ·
Jubilee Oak ·
Braddan Bridge House ·
Braddan Depot ·
Snugborough (Cronk Dhoo) ·
2nd Milestone ·
3e mijl:
Union Mills (Mullen Dhoo, Mwyllin Dhoo Aah, Mullin Doway) ·
Railway Inn ·
Ballahutchin Hill (Elm Bank Hill) ·
3rd Milestone ·
4e mijl:
Ballafreer ·
Glenlough ·
Ballagarey Corner ·
Glen Vine (Glen Darragh) ·
Ballabeg ·
4th Milestone ·
5e mijl:
Crosby ·
Crosby Left (Vicarage Corner) ·
Crosby Cross-Roads ·
5th Milestone ·
6e mijl:
Crosby Hill (Ballaglonney Hill of Halfway Hill) ·
Halfway House (The Waggon & Horses) ·
St Trinian's ·
The Highlander ·
Greeba Verandah ·
Pear Tree Cottage ·
Greeba Castle ·
6th Milestone ·
7e mijl:
Appledene (Shimmin's Corner) ·
Central Valley (Greeba Gap) ·
Greeba Bridge ·
The Hawthorn ·
Knock Breck ·
Gorse Lea ·
7th Milestone ·
8e mijl:
Ballagarraghyn ·
Ballacraine ·
Ballaspur ·
Ballig ·
8th Milestone ·
9e mijl:
Ballig Bridge ·
Doran's Bend ·
Laurel Bank ·
9th Milestone ·
10e mijl
Glen Moar Mill ·
Black Dub ·
Quarter-Distance Marker ·
The Vaish ·
Glen Helen (Glen Rhenass) ·
Sarah's Cottage ·
Creg Willey's Hill ·
10th Milestone ·
11e mijl:
Lambfell Beg ·
Lambfell (Moar) Cottage ·
Cronk-y-Voddy (Cronk-y-Voddy Straight) ·
Cronk-y-Voddy Cross Roads ·
Molyneux's ·
Cronk Bane Farm ·
11th Milestone ·
12e mijl:
Drinkwater's Bend ·
Handley's Corner (Cronk-y-Fedjag, Ballamenagh) ·
12th Milestone ·
13e mijl:
McGuinness's (Shoughlaigue Bridge) ·
Ballaskyr ·
Barregarrow Cross Roads (Cronk Aashen) ·
Barregarrow ·
Little Bray ·
Barregarrow Bottom ·
Cammal Farm ·
Cronk Urleigh ·
13th Milestone ·
14e mijl:
Ballalonna Bridge ·
Westwood Corner ·
Ballakinnag ·
14th Milestone ·
15e mijl:
Douglas Road Corner ·
Glen Wyllin Corner ·
The Mitre ·
Dave Saville Memorial Seat ·
Kirk Michael ·
The White House ·
15th Milestone ·
16e mijl:
Birkin's Bend ·
Rhencullen ·
Bishopscourt ·
Bishopscourt Farm Bends ·
Bishopscourt Straight ·
Orrisdale North ·
16th Milestone ·
17e mijl:
Dub Cottage (Bishop's Dub) ·
Alpine Cottage ·
Balla Cobb ·
17th Milestone ·
18e mijl:
Ballaugh Bridge ·
Ballaugh ·
Gwen's ·
Ballacrye Corner ·
Ballacrye ·
18th Milestone ·
19e mijl:
Quarry Bends ·
Ballavolley ·
Wildlife Park ·
Sulby Straight ·
Half-distance Marker ·
19th Milestone ·
20e mijl:
Sulby ·
Sulby Glen Hotel ·
Sulby Crossroads ·
Sulby Bridge ·
20th Milestone ·
21e mijl:
Ginger Hall ·
Kerrowmoar ·
21st Milestone ·
22e mijl:
Glen Duff ·
Glentramman ·
Temple Corner (Water Through Corner) ·
Glentramman Loop Road ·
Churchtown ·
Caravan ·
22nd Milestone ·
23e mijl:
Lezayre War Memorial ·
Ballakillingan ·
Conker Fields ·
K-tree ·
Sky Hill ·
Milntown Cottage (Pinfold Cottage) ·
Milntown Bridge (Glen Auldyn Bridge) ·
Milntown ·
Gardener's Lane ·
23rd Milestone ·
24e mijl:
Lezayre Road ·
School House Corner (Crossags, Russel's Corner) ·
Parliament Square ·
Queen's Pier Road ·
Ramsey Depot ·
Cruickshanks Corner ·
May Hill ·
24th Milestone ·
25e mijl:
Whitegates ·
Stella Maris ·
Ramsey Hairpin ·
Little Gooseneck ·
Water Works Corner ·
Ballure Reservoir ·
Mountain Section ·
Tower Bends ·
25th Milestone ·
26e mijl:
Gooseneck ·
Joey's (26th Milestone) ·
27e mijl:
Guthrie's Memorial ·
The Cutting ·
27th Milestone ·
28e mijl:
Milligan's Bridge ·
Mountain Mile ·
28th Milestone ·
29e mijl:
Three-Quarter distance marker ·
Mountain Box (East Mountain Gate, East Snaefell Gate) ·
29th Milestone ·
30e mijl:
Casey's (Rice's Corner, George's Folly) ·
Black Hut (Stonebreakers Hut, Shepherd's Hut) ·
John Smyth Memorial Shelter ·
Verandah ·
30th Milestone ·
31e mijl:
Bungalow Bridge ·
Stonebridge ·
Les Graham Memorial ·
Bungalow Bends ·
McIntyre Box ·
Murray's Museum ·
Joey Dunlop Memorial ·
The Bungalow ·
31st Milestone ·
32e mijl:
Hailwood's Rise ·
Hailwood's Height ·
Brandywell (West Mountain Gate, Beinn-y-Phott Gate, Bungalow Gate) ·
Duke's (32nd Milestone) ·
33e mijl:
Windy Corner (Nobles Corner) ·
Nobles Park Road ·
Slieu Lhost Quarry ·
Thirty-Third (33rd Milestone) ·
34e mijl:
Keppel Gate (Clarke's Corner) ·
Kate's Cottage (Shepherd's House) ·
34th Milestone ·
35e mijl:
Creg-ny-Baa (the Keppel Hotel) ·
Gob-ny-Geay (Sunny Orchard) ·
35th Milestone ·
36e mijl:
Brandish Corner (Telegraph Hill, O'Donnell's en Upper Hillberry Corner) ·
Hillberry Corner ·
36th Milestone ·
37e mijl:
Glen Dhoo Farm ·
Hillberry Road ·
Cronk-ny-Mona ·
Johnny Watterson's Lane ·
Signpost Corner ·
Bedstead Corner ·
The Nook ·
37th Milestone ·
38e mijl:
Bemahague ·
Governor's Bridge ·
Governor's Dip ·
Glencrutchery Road ·
38th Milestone